# Samuel Bolduc
Samuel Bolduc, född 9 december 2000, är en kanadensisk professionell ishockeyback som är kontrakterad till New York Islanders i National Hockey League (NHL) och spelar för Bridgeport Islanders i American Hockey League (AHL).
Han har tidigare spelat för Bridgeport Sound Tigers i AHL och Armada de Blainville-Boisbriand och Phœnix de Sherbrooke i Ligue de hockey junior majeur du Québec (LHJMQ).
Bolduc draftades av New York Islanders i andra rundan i 2019 års draft som 57:e spelare totalt.

## Statistik
| 2014–2015    | Sénateurs de Laval               |              | 2   | 0  | 0  | 0  | 0  | —  | — | — | — | — |
| 2015–2016    | École Georges-Vanier U15         |              | 18  | 15 | 14 | 29 | 4  | 3  | 6 | 2 | 8 | 2 |
|              | École Georges-Vanier U17         |              | 30  | 15 | 20 | 35 | 14 | 4  | 4 | 1 | 5 | 2 |
| 2016–2017    | Rousseau Royal de Laval-Montréal | LHMAAAQ      | 37  | 3  | 12 | 15 | 6  | 8  | 1 | 1 | 2 | 2 |
|              | Armada de Blainville-Boisbriand  | LHJMQ        | 6   | 0  | 0  | 0  | 0  | —  | — | — | — | — |
| 2017–2018    | Armada de Blainville-Boisbriand  | LHJMQ        | 57  | 2  | 12 | 14 | 8  | 20 | 2 | 5 | 7 | 0 |
| 2018–2019    | Armada de Blainville-Boisbriand  | LHJMQ        | 65  | 9  | 28 | 37 | 27 | 5  | 1 | 1 | 2 | 4 |
| 2019–2020    | Armada de Blainville-Boisbriand  | LHJMQ        | 32  | 7  | 9  | 16 | 14 | —  | — | — | — | — |
|              | Phœnix de Sherbrooke             | LHJMQ        | 29  | 4  | 23 | 27 | 12 | —  | — | — | — | — |
| 2020–2021    | Bridgeport Sound Tigers          | AHL          | 24  | 6  | 8  | 14 | 10 | —  | — | — | — | — |
| 2021–2022    | Bridgeport Islanders             | AHL          | 57  | 2  | 5  | 7  | 16 | —  | — | — | — | — |
| 2022–2023    | New York Islanders               | NHL          | 1   | 0  | 0  | 0  | 0  | —  | — | — | — | — |
|              | Bridgeport Islanders             | AHL          | 40  | 8  | 18 | 26 | 10 | —  | — | — | — | — |
| NHL totalt   | NHL totalt                       | NHL totalt   | 1   | 0  | 0  | 0  | 0  | —  | — | — | — | — |
| AHL totalt   | AHL totalt                       | AHL totalt   | 121 | 16 | 31 | 47 | 36 | —  | — | — | — | — |
| LHJMQ totalt | LHJMQ totalt                     | LHJMQ totalt | 189 | 22 | 72 | 94 | 61 | 25 | 3 | 6 | 9 | 4 |